# Edmund Heckler
Edmund Heckler (* 2. Februar 1906 in Tuttlingen; † 2. Juli 1960) war ein deutscher Ingenieur, Unternehmer, Waffenproduzent und Mitbegründer der Firma Heckler & Koch.

## Leben und Wirken
Edmund Heckler wurde am 2. Februar 1906 in Tuttlingen geboren. Sein Vater Kilian Heckler war Stadtschultheiß (Bürgermeister) von Oberndorf am Neckar.
Nach seiner Ausbildung beim Waffenhersteller Mauser in Oberndorf am Neckar, besuchte er ab 1925 die Staatliche Württembergische Höhere Maschinenbauschule in Eßlingen am Neckar.
Ab 1936 war er bei der Hugo Schneider AG (HASAG) angestellt, einem der größten deutschen Rüstungskonzerne, wo er die Panzerfaust mitentwickelte. Heckler, der zunächst als Oberingenieur tätig war, wurde neben Wehrwirtschaftsführer Wilhelm Renner
bald einer der Prokuristen und Betriebsführer in der HASAG und erhielt die Aufgabe, Zweigwerke in Leipzig, Berlin, Taucha und Altenburg aufzubauen. Er war später Betriebsführer des Außenwerkes in Taucha. Am 29. November 1939 beantragte er die Aufnahme in die NSDAP und wurde zum 1. Januar 1940 aufgenommen (Mitgliedsnummer 7.938.919).
Allein in Taucha mussten mehr als 1000 Zwangsarbeiter unter schlimmen Bedingungen arbeiten; viele von ihnen kamen dabei zu Tode. Nach Kriegsende am 23. Mai 1945  überbrachte Heckler im Auftrag einen von HASAG-Direktionsmitglied Georg Mumme verfassten Brief der HASAG ins Tauchaer Rathaus, in dem die Bitte des Bürgermeisters der Stadt Taucha abgelehnt wurde, seitens des Unternehmens HASAG, sich um die verlumpten und ohne Essen umherirrenden ehemaligen Zwangsarbeiter zu kümmern, da „es nicht Sache der HASAG sein konnte, die früher bei ihr eingesetzt gewesenen KZ-Häftlinge mit Kleidung usw. auszustatten.“
Zum Kriegsende kooperierte Heckler angesichts der sicheren Niederlage mit den US-Amerikanern, diese hatten die Pläne der Panzerfaust beschlagnahmt; eine Delegation besuchte am 18. Mai 1945 das Werk in Taucha und Heckler führte sie durch die Produktionsstätten. Heckler hoffte, bei den West-Alliierten wieder in die Waffenproduktion einsteigen zu können. Doch dazu kam es nicht.
Im Frühjahr 1945 floh Heckler in den Schwarzwald, welcher der französischen Besatzungszone zugeordnet war. Bei der Entnazifizierung wurde er dort als Mitläufer eingestuft. Am 28. Dezember 1949 gründete er gemeinsam mit Theodor Koch und Alex Seidel die Heckler & Koch GmbH, aus welcher sich später einer der wichtigsten deutschen Waffenhersteller der Nachkriegszeit entwickelte.
Hecklers Verstrickung in NS-Verbrechen war lange Zeit nicht öffentlich bekannt. Erst im September 2020 erschienen Zeitungsberichte, die ihn in Zusammenhang mit seiner Tätigkeit für die HASAG in Verbindung mit der unmenschlichen Behandlung von NS-Zwangsarbeitern brachten. Der Wirtschaftshistoriker Christopher Kopper schätzt, dass Hecklers Verhalten geschichtswissenschaftlich bislang deswegen noch nicht aufgearbeitet sei, weil dieser eine Ebene unter dem Vorstand agierte und so „unter dem Radar segeln konnte“. Heckler half auch der Umstand, dass in der französischen Besatzungszone die Entnazifizierung nicht so konsequent angegangen wurde wie in den anderen besetzten Gebieten. Die 1999 erschienene Unternehmenschronik von Heckler & Koch habe sich nicht mit Hecklers Verstrickung in das NS-Unrecht verfasst. Sie sei unkritisch und lobhudelnd verfasst.
Im September 2023 erklärte die Gesellschaft für Unternehmensgeschichte (GUG), Edmund Heckler und seine Gründerkollegen der Firma Heckler & Koch seien nach den Ergebnissen ihrer Studie Waffeningenieure im Zwielicht, die im kommenden Jahr erscheinen soll, zwar in ihren früheren Firmen für Zwangsarbeiter verantwortlich und karrieremäßig Profiteure der NS-Zeit gewesen, aber keine Kriegsverbrecher: „Edmund Heckler war ein Opportunist, der sich mit seinem Fachwissen in den Dienst der Kriegsvorbereitung und Kriegswirtschaft stellte“. In der von der Firma in Heckler & Koch in Auftrag gegebenen Studie, heißt es, Heckler sei ein Mitläufer gewesen, der auch nicht wie bislang verbreitet bereits 1933, sondern erst im Spätjahr 1939 aus Karrieregründen in die NSDAP eingetreten sei. Rainer Karlsch, der mit zwei anderen Historikern zusammen die Studie erarbeitete, sieht Heckler nicht an den Verbrechen der HASAG in den polnischen Werken beteiligt. Es gäbe zwar keinen Grund das opportunistische Verhalten von Heckler schönzureden, aber auch nicht, dieses zu skandalisieren. In der im Frühjahr 2024 publizierten Studie resümiert Karlsch: „Edmund Heckler war ein Opportunist, der sich mit seinem Fachwissen in den Dienst der Kriegsvorbereitung und der Kriegswirtschaft stellte. Die HASAG bot ihm Karrierechancen, die er bedenkenlos nutzte.“